# Кошкинское сельское поселение (Кукморский район)
Кошкинское сельское поселение — сельское поселение в Кукморском районе Татарстана.
Административный центр — село Кошкино.

## Административное деление
В состав сельского поселения входят 2 населённых пункта:
- село Кошкино
- село Маскара

## Население
| 2010  | 2011  | 2012  | 2013  | 2014  | 2015  | 2016  |
| ----- | ----- | ----- | ----- | ----- | ----- | ----- |
| 1105  | ↘1104 | ↘1084 | ↘1056 | ↘1037 | ↗1044 | ↘1027 |
| 2017  | 2018  |       |       |       |       |       |
| ↘1017 | ↘1015 |       |       |       |       |       |

Национальный состав поселения — в основном татары.

## Объекты социальной сферы
В Кошкинском поселении располагаются: одна средняя и одна вспомогательная школы, дом культуры, сельский клуб, библиотека, детский сад, почтовое отделение, отделение сберкассы, семь магазинов.